# Ljubov' Golančikova
Ljubov' Aleksandrovna Golančikova (in russo Любовь Александровна Голанчикова?; Viljandi, 1889 – New York, 28 marzo 1959) è stata un'aviatrice russa, terza donna a ottenere, nell'allora Impero russo, la licenza di pilota, e il primo pilota collaudatore donna testando in volo aeroplani per Anthony Fokker, per l'azienda aeronautica francese Morane-Saulnier e il costruttore aeronautico russo Fedor Tereshchenko.
Durante la prima guerra mondiale, inquadrata nella Imperatorskij voenno-vozdušnyj flot, oltre a effettuare missioni di ricognizione aerea volò per conto della Croce Rossa e allo scoppio della Guerra civile russa appoggiò la fazione rivoluzionaria bolscevica, volando per la Raboče-Krest'janskij Krasnyj vozdušnyj flot nella neo costituita Repubblica Socialista Federativa Sovietica Russa. Nel 1923 decise di trasferirsi negli Stati Uniti d'America e da qui pianificò più volte di compiere il primo volo transatlantico effettuata da una donna senza che i tentativi andassero tuttavia a buon fine. Dopo il 1930 ha rinunciato al volo intraprendendo varie professioni tra le quali la taxista.